# Eleccions generals neozelandeses de 2014
Les eleccions generals neozelandeses de 2014 tindran lloc el novembre o desembre de 2014 per a determinar els membres de la cinquanta-unena legislatura de la Cambra de Representants de Nova Zelanda. Tindrà lloc un cop la cinquantena legislatura expiri o sigui dissolta.
120 diputats seran elegits a la Cambra de Representants de Nova Zelanda, amb 71 diputats representants a les seves respectives circumscripcions electorals i 49 de llistes electorals. Des de les eleccions de 1996 Nova Zelanda ha emprat el sistema electoral de representació proporcional mixta, donant als votants dos vots: un per un partit polític i l'altre per un candidat a la seva circumscripció electoral local. Tot i haver tingut lloc un referèndum sobre el sistema electoral el 2011 en què la Comissió Electoral concluí que hi havien d'haver canvis en el sistema de representació proporcional mixta, el maig de 2013 el govern del Partit Nacional va sobtadament aturar aquesta revisió del sistema electoral.
Amb el resultat de les eleccions de 2011 el Partit Nacional, de centredreta liderat per John Key, va formar un govern amb coalicions no oficials amb ACT, Unit Futur i el Partit Maori per a continuar el cinquè govern Nacional per un segon termini. L'oposició principal són el Partit Laborista liderat per David Cunliffe i el Partit Verd coliderat per Russel Norman i Metiria Turei.

## Precedents

### Circumscripcions electorals
Les fronteres de les circumscripcions electorals seran recreades segons la informació del cens de 2013 i l'opció electoral maori. En l'opció electoral maori els ciutadans neozelandesos maoris poden escollir si volen votar en una circumscripció electoral maori o en una circumscripció electoral general. L'illa del Sud ha de tenir 16 circumscripcions generals, amb el nombre de circumscripcions generals de l'illa del Nord i circumscripcions maoris sent determinades per les seves respectives poblacions dividides per un setzè de la població electoral general de l'illa del Sud. En les eleccions de 2011 hi havia 47 circumscripcions generals de l'illa del Nord i 7 circumscripcions maoris, fent un total de 70 circumscripcions electorals neozelandeses.
El nombre de circumscripcions creixerà a l'illa del Nord (específicament a Auckland), ja que la població creix més ràpidament. Les fronteres de les circumscripcions de Christchurch i Canterbury s'espera que canviïn notablement degut als canvis de població causats pel terratrèmol de Christchurch de 2011 i les repercussions d'aquest terratrèmol. El 7 d'octubre de 2013 Statistics New Zealand anuncià que hi haurà 71 circumscripcions electorals en aquesta elecció, la qual es trobarà a l'illa del Nord.
Si les eleccions generals tenen lloc abans de la confirmació de les noves fronteres electorals, les fronteres electorals de les eleccions de 2008 i 2011 seran utilitzades.

### Revisió del sistema electoral
Entre el febrer de 2012 i el maig de 2013 estava tenint lloc una revisió del sistema electoral neozelandès després d'un referèndum el 2011 sobre el sistema electoral que hauria d'utilitzar Nova Zelanda. Però, la Ministra de Justícia Judith Collins cancel·là aquesta revisió. Collins i el govern Nacional varen ser criticats fortament.

### Cinquantena legislatura (2011-2014)
Des de les eleccions de 2011 hi ha hagut uns quants canvis en la legislatura neozelandesa. Entre aquests canvis s'inclouen un canvi de partit, dues eleccions parcials, i quatre canvis en els diputats de llista de partits.
Canvis de partit
| Data                  | Circumscripció | Diputat       |  | Partit fins aleshores |  | Partit subseqüent | Causa    | Ref.  |
| --------------------- | -------------- | ------------- |  | --------------------- |  | ----------------- | -------- | ----- |
| 4 de desembre de 2012 | Cap (llista)   | Brendan Horan |  | NZ Primer             |  | Independent       | Expulsió | [ 6 ] |

Eleccions parcials
| Data                   | Circumscripció    |  | Diputat fins aleshores       |  | Diputat nou               | Causa    | Ref.  |
| ---------------------- | ----------------- |  | ---------------------------- |  | ------------------------- | -------- | ----- |
| 29 de juny de 2013     | Ikaroa-Rāwhiti    |  | Parekura Horomia (Laborista) |  | Meka Whaitiri (Laborista) | Mort     | [ 7 ] |
| 30 de novembre de 2013 | Christchurch East |  | Lianne Dalziel (Laborista)   |  | Poto Williams (Laborista) | Dimissió | [ 8 ] |

Diputats de llista
| Data                   | Diputat fins aleshores | Diputat nou      |  | Partit    | Causa    | Ref.   |
| ---------------------- | ---------------------- | ---------------- |  | --------- | -------- | ------ |
| 15 de febrer de 2013   | Lockwood Smith         | Aaron Gilmore    |  | Nacional  | Dimissió | [ 9 ]  |
| 12 de març de 2013     | Charles Chauvel        | Carol Beaumont   |  | Laborista | Dimissió | [ 10 ] |
| 24 d'abril de 2013     | Jackie Blue            | Paul Foster-Bell |  | Nacional  | Dimissió | [ 11 ] |
| 13 de maig de 2013     | Aaron Gilmore          | Claudette Hauiti |  | Nacional  | Dimissió | [ 12 ] |
| 10 de desembre de 2013 | Katrina Shanks         | Joanne Hayes     |  | Nacional  | Dimissió | [ 13 ] |
| 23 de maig de 2014     | Shane Jones            | Kelvin Davis     |  | Nacional  | Dimissió | [ 14 ] |

### Diputats retirant-se
| Diputat          | Circumscripció  |  | Partit    | Ref.   |
| ---------------- | --------------- |  | --------- | ------ |
| Chris Auchinvole | Cap (llista)    |  | Nacional  | [ 15 ] |
| John Banks       | Epsom           |  | ACT       | [ 16 ] |
| Cam Calder       | Cap (llista)    |  | Nacional  | [ 17 ] |
| Darien Fenton    | Cap (llista)    |  | Laborista | [ 18 ] |
| Claudette Hauiti | Cap (llista)    |  | Nacional  | [ 19 ] |
| John Hayes       | Wairarapa       |  | Nacional  | [ 20 ] |
| Phil Heatley     | Whangarei       |  | Nacional  | [ 21 ] |
| Tau Henare       | Cap (llista)    |  | Nacional  | [ 22 ] |
| Paul Hutchison   | Hunua           |  | Nacional  | [ 17 ] |
| Colin King       | Kaikōura        |  | Nacional  | [ 23 ] |
| Rajen Prasad     | Cap (llista)    |  | Laborista | [ 24 ] |
| Ross Robertson   | Manukau East    |  | Laborista | [ 25 ] |
| Eric Roy         | Invercargill    |  | Nacional  | [ 26 ] |
| Tony Ryall       | Bay of Plenty   |  | Nacional  | [ 27 ] |
| Pita Sharples    | Tāmaki Makaurau |  | Maori     | [ 28 ] |
| Chris Tremain    | Napier          |  | Nacional  | [ 15 ] |
| Tariana Turia    | Te Tai Hauāuru  |  | Maori     | [ 29 ] |
| Holly Walker     | Cap (llista)    |  | Verd      | [ 30 ] |
| Kate Wilkinson   | Waimakariri     |  | Nacional  | [ 31 ] |

De circumscripció a llista
El gener de 2014 Bill English (Nacional) anuncià que es retiraria com a diputat de Clutha-Southland però a partir d'aquestes eleccions començaria a ser diputat de llista.

## Enquestes

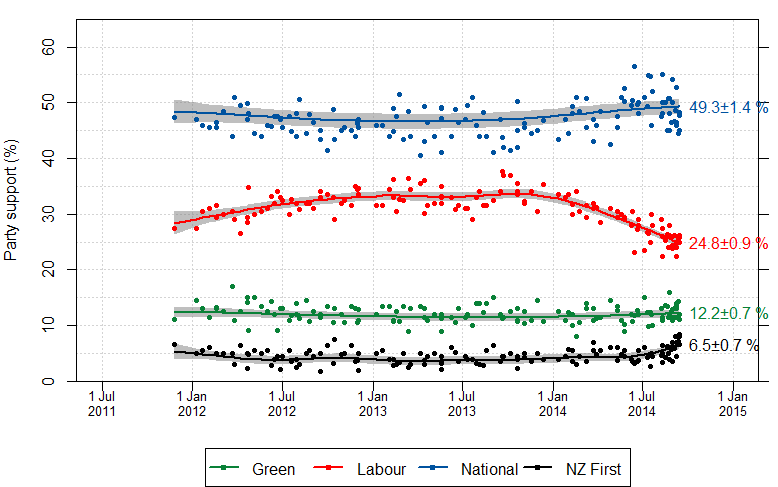
Representació gràfica dels resultats de les enquestes (2012-actualitat)

El sistema electoral neozelandès de representació proporcional mixta, en el qual el nombre d'escons parlamentaris que un partit rep es determina per quants vots de partit aquest rep, significa que les enquestes d'opinió neozelandeses usualment pronostiquen correctament els resultats d'una elecció general.
Les enquestes van ser produïdes periòdicament des de les eleccions de 2011 per Fairfax Media (Fairfax Media Ipsos), MediaWorks New Zealand (3 News Reid Research), The New Zealand Herald (Herald-DigiPoll), Roy Morgan Research i Television New Zealand (One News Colmar Brunton). El gràfic de la dreta mostra els resultats de les enquestes pels quatre partits principals.
| Enquesta                             | Nacional | Laborista | Verd   | NZ Primer | Maori | Mana  | ACT   | Unit Futur | Conservador | Altres | Ref.           |
| ------------------------------------ | -------- | --------- | ------ | --------- | ----- | ----- | ----- | ---------- | ----------- | ------ | -------------- |
| Eleccions de 2011 (26/11/2011)       | 47,31%   | 27,48%    | 11,06% | 6,59%     | 1,43% | 1,08% | 1,07% | 0,60%      | 2,65%       | 0,72%  | [ 33 ]         |
| Escons                               | 59       | 34        | 14     | 8         | 3     | 1     | 1     | 1          | 0           | 0      | [ 33 ]         |
|                                      |          |           |        |           |       |       |       |            |             |        |                |
| Roy Morgan Research (15/01/2012)     | 47%      | 27,5%     | 14%    | 5%        | 1,5%  | 1%    | 0,5%  | 0,5%       | —           | 2,5%   | [ 34 ]         |
| Roy Morgan Research (29/01/2012)     | 46%      | 30,5%     | 13%    | 5,5%      | 2%    | 0,5%  | 0,5%  | 0,5%       | —           | 1,5%   | [ 35 ]         |
| Roy Morgan Research (12/02/2012)     | 45,5%    | 31%       | 11,5%  | 6%        | 1,5%  | 1%    | 1%    | 0,5%       | —           | 2%     | align=center > |
| 3 News Reid Research (19/02/2012)    | 46,5%    | 29,4%     | 13,3%  | 5%        | 1,3%  | 1,3%  | 0,2%  | 0%         | 1,4%        | —      | [ 37 ]         |
| Roy Morgan Research (26/02/2012)     | 45,5%    | 31,5%     | 13%    | 5%        | 1,5%  | 1%    | 0,5%  | 0,5%       | —           | 1,5%   | [ 38 ]         |
| Roy Morgan Research (11/03/2012)     | 48,5%    | 30%       | 12,5%  | 5%        | 1%    | 0,5%  | 0,5%  | 0,5%       | —           | 1,5%   | [ 39 ]         |
| One News Colmar Brunton (28/03/2012) | 51%      | 29%       | 11%    | 3,1%      | 0,9%  | 1%    | 0,5%  | 0,2%       | 1,4%        | —      | [ 40 ]         |
| Roy Morgan Research (01/04/2012)     | 44%      | 30,5%     | 17%    | 5%        | 1,5%  | 0,5%  | 0,5%  | 0,5%       | —           | 0,5%   | [ 41 ]         |
| Roy Morgan Research (15/04/2012)     | 49,5%    | 26,5%     | 12,5%  | 6,5%      | 1,5%  | 1%    | 0%    | 1%         | —           | 1,5%   | [ 42 ]         |
| 3 News Reid Research (22/04/2012)    | 49,8%    | 29,4%     | 14,1%  | 2,3%      | 1,6%  | 0,9%  | 0,2%  | 0%         | 1,1%        | —      | [ 43 ]         |
| Herald-DigiPoll (29/04/2012)         | 48,1%    | 34,8%     | 9,2%   | 4,9%      | 1,7%  | 0,1%  | 0%    | 0,7%       | 0,1%        | —      | [ 44 ]         |
| Roy Morgan Research (29/04/2012)     | 47%      | 28,5%     | 15%    | 5%        | 1,5%  | 0,5%  | 0,5%  | 0,5%       | —           | 1,5%   | [ 45 ]         |
| Enquesta                             | Nacional | Laborista | Verd   | NZ Primer | Maori | Mana  | ACT   | Unit Futur | Conservador | Altres | Ref.           |
|                                      |          |           |        |           |       |       |       |            |             |        |                |
| Roy Morgan Research (13/05/2012)     | 44,5%    | 30%       | 15%    | 5,5%      | 1%    | 0,5%  | 0%    | 1%         | —           | 2,5%   | [ 45 ]         |
| Roy Morgan Research (27/05/2012)     | 44%      | 30,5%     | 13,5%  | 5%        | 2%    | 1%    | 1%    | 0,5%       | —           | 2,5%   | [ 46 ]         |
| One News Colmar Brunton (04/06/2012) | 47%      | 33%       | 13%    | 2,2%      | 1,3%  | 1%    | 0,7%  | 0%         | 1,4%        | —      | [ 47 ]         |
| Roy Morgan Research (07/06/2012)     | 46%      | 31%       | 12,5%  | 5,5%      | 1,5%  | 1%    | 0%    | 0,5%       | —           | 2%     | [ 48 ]         |
| 3 News Reid Research (10/06/2012)    | 45,8%    | 33,2%     | 14,4%  | 2,8%      | 1,4%  | 0,3%  | 0,5%  | 0%         | 1,1%        | —      | [ 49 ]         |
| Roy Morgan Research (24/06/2012)     | 47,5%    | 32%       | 12%    | 4%        | 1,5%  | 0,5%  | 0,5%  | 0,5%       | —           | 1,5%   | [ 50 ]         |
| Herald-DigiPoll (25/06/2012)         | 47,5%    | 34%       | 9,1%   | 4,4%      | 1,3%  | 1,7%  | 0,5%  | 0,5%       | 0,5%        | —      | [ 51 ]         |
| Roy Morgan Research (08/07/2012)     | 45,5%    | 32,5%     | 13%    | 4,5%      | 1%    | 0,5%  | 0,5%  | 0,5%       | —           | 2%     | [ 52 ]         |
| Roy Morgan Research (22/07/2012)     | 47,5%    | 30%       | 11%    | 5,5%      | 1%    | 0,5%  | 1%    | 0,5%       | 3%          | 0%     | [ 53 ]         |
| Fairfax Media Ipsos (23/07/2012)     | 44,9%    | 32,6%     | 11,9%  | 3,6%      | 2,7%  | 1,2%  | 0,6%  | 0,1%       | 0,7%        | 1,9%   | [ 54 ]         |
| One News Colmar Brunton (01/08/2012) | 48%      | 32%       | 12%    | 2,5%      | 2,3%  | 0,4%  | 0,5%  | 0,1%       | 0,9%        | —      | [ 55 ]         |
| 3 News Reid Research (05/08/2012)    | 50,6%    | 30,8%     | 11,2%  | 3%        | 1,6%  | 0,2%  | 0,1%  | 0%         | 1,7%        | —      | [ 56 ]         |
| Roy Morgan Research (05/08/2012)     | 44%      | 32%       | 14%    | 4%        | 2%    | 1%    | 0,5%  | 0,5%       | 1,5%        | 0,5%   | [ 53 ]         |
| Roy Morgan Research (26/08/2012)     | 44,5%    | 32%       | 14,5%  | 5%        | 2,5%  | 0%    | 1%    | 0%         | 0,5%        | 0%     | [ 57 ]         |
| Herald-DigiPoll (31/08/2012)         | 47,9%    | 32%       | 10,7%  | 5,5%      | 1,5%  | 0,3%  | 0,2%  | 0,3%       | 1,4%        | —      | [ 58 ]         |
| Enquesta                             | Nacional | Laborista | Verd   | NZ Primer | Maori | Mana  | ACT   | Unit Futur | Conservador | Altres | Ref.           |
|                                      |          |           |        |           |       |       |       |            |             |        |                |
| Roy Morgan Research (09/09/2012)     | 46,5%    | 31%       | 12,5%  | 4,5%      | 2,5%  | 1%    | 0,5%  | 0%         | 1%          | 0,2%   | [ 59 ]         |
| One News Colmar Brunton (19/09/2012) | 45%      | 34%       | 12%    | 1,8%      | 2,9%  | 0,6%  | 0,9%  | 0,1%       | 2%          | —      | [ 60 ]         |
| Roy Morgan Research (23/09/2012)     | 43,5%    | 33%       | 11,5%  | 5%        | 2,5%  | 1,5%  | 0,5%  | 0%         | 2%          | 0,5%   | [ 59 ]         |
| Roy Morgan Research (07/10/2012)     | 41,5%    | 33,5%     | 13,5%  | 6,5%      | 1,5%  | 0%    | 0,5%  | 0,5%       | 2%          | 0,5%   | [ 61 ]         |
| 3 News Reid Research (14/10/2012)    | 48,8%    | 33%       | 10,6%  | 3,2%      | 1,5%  | 0,1%  | 0,1%  | 0%         | 2%          | —      | [ 62 ]         |
| Roy Morgan Research (21/10/2012)     | 43,5%    | 29%       | 13%    | 7,5%      | 3,5%  | 0,5%  | 0,5%  | 0%         | 2%          | 0,5%   | [ 63 ]         |
| One News Colmar Brunton (31/10/2012) | 45%      | 32%       | 12%    | 4,9%      | 2,2%  | 1%    | 0,6%  | 0,2%       | 1%          | —      | [ 64 ]         |
| Roy Morgan Research (11/11/2012)     | 45,5%    | 32,5%     | 10,5%  | 5%        | 2%    | 1%    | 0,5%  | 0,5%       | 1,5%        | 1%     | [ 63 ]         |
| Roy Morgan Research (25/11/2012)     | 45%      | 31,5%     | 13,5%  | 6,5%      | 1%    | 0%    | 0,5%  | 0,5%       | 1,5%        | 0%     | [ 63 ]         |
| One News Colmar Brunton (28/11/2012) | 44%      | 35%       | 13%    | 3,6%      | 0,7%  | 0,3%  | 0,6%  | 0,5%       | 1,3%        | —      | [ 65 ]         |
| 3 News Reid Research (02/12/2012)    | 47%      | 34,6%     | 12,9%  | 2%        | 1,2%  | 0,1%  | 0,2%  | 0%         | 1,4%        | —      | [ 66 ]         |
| Fairfax Media Ipsos (03/12/2012)     | 46,2%    | 34,4%     | 10,5%  | 3,8%      | 1,3%  | 0,6%  | 0%    | 0,2%       | 1,4%        | 1,5%   | [ 67 ]         |
| Roy Morgan Research (09/12/2012)     | 45,5%    | 33,5%     | 11%    | 5%        | 1,5%  | 1%    | 1%    | 0%         | 1%          | 0,5%   | [ 63 ]         |
| Enquesta                             | Nacional | Laborista | Verd   | NZ Primer | Maori | Mana  | ACT   | Unit Futur | Conservador | Altres | Ref.           |
|                                      |          |           |        |           |       |       |       |            |             |        |                |
| Roy Morgan Research (14/01/2013)     | 46%      | 31,5%     | 12%    | 5%        | 2%    | 0,5%  | 0,5%  | 0,5%       | 1,5%        | 0,5%   | [ 63 ]         |
| Roy Morgan Research (27/01/2013)     | 46%      | 31,5%     | 13,5%  | 5,5%      | 1,5%  | 0,5%  | 0,5%  | 0%         | 0,5%        | 0,5%   | [ 68 ]         |
| Roy Morgan Research (10/02/2013)     | 44%      | 34,5%     | 13,5%  | 4%        | 0,5%  | 0,5%  | 0,5%  | 0%         | 2%          | 0,5%   | [ 69 ]         |
| One News Colmar Brunton (13/02/2013) | 49%      | 33%       | 11%    | 3,9%      | 1%    | 0,5%  | 0,1%  | 0,2%       | 0,9%        | —      | [ 70 ]         |
| Fairfax Media Ipsos (14/02/2013)     | 44,9%    | 36,3%     | 10,7%  | 2,8%      | 1,3%  | 1,4%  | 0,4%  | 0,1%       | 1,6%        | 0,5%   | [ 71 ]         |
| 3 News Reid Research (24/02/2013)    | 51,4%    | 32,6%     | 10,8%  | 3,4%      | 0,4%  | 0%    | 0,1%  | 0%         | 0,9%        | —      | [ 72 ]         |
| Roy Morgan Research (24/02/2013)     | 47,5%    | 30,5%     | 12,5%  | 3%        | 2,5%  | 0,5%  | 0,5%  | 0,5%       | 2%          | 0,5%   | [ 69 ]         |
| Roy Morgan Research (10/03/2013)     | 43,5%    | 32,5%     | 13,5%  | 5%        | 2%    | 0%    | 0,5%  | 0,5%       | 2%          | 0,5%   | [ 73 ]         |
| Herald-DigiPoll (17/03/2013)         | 48,5%    | 36,4%     | 9%     | 2,5%      | 1,1%  | 0,5%  | 0,1%  | 0%         | 1,3%        | 0,5%   | [ 74 ]         |
| Roy Morgan Research (24/03/2013)     | 44%      | 34,5%     | 13%    | 3%        | 2,5%  | 0,5%  | 0,5%  | 1%         | 1%          | 0%     | [ 75 ]         |
| Roy Morgan Research (14/04/2013)     | 40,5%    | 35,5%     | 13,5%  | 5%        | 2%    | 0,5%  | 0,5%  | 0,5%       | 1,5%        | 0,5%   | [ 76 ]         |
| 3 News Reid Research (18/04/2013)    | 49,4%    | 30,2%     | 11,5%  | 3,8%      | 1%    | 1%    | 0,5%  | 0%         | 2%          | —      | [ 77 ]         |
| One News Colmar Brunton (18/04/2013) | 43%      | 36%       | 13%    | 3%        | 1,3%  | 0,1%  | 0,1%  | 1%         | 1,7%        | —      | [ 78 ]         |
| Roy Morgan Research (28/04/2013)     | 46,5%    | 31,5%     | 11%    | 4,5%      | 1,5%  | 1%    | 0,5%  | 0,5%       | 2%          | 1%     | [ 79 ]         |
| Enquesta                             | Nacional | Laborista | Verd   | NZ Primer | Maori | Mana  | ACT   | Unit Futur | Conservador | Altres | Ref.           |
|                                      |          |           |        |           |       |       |       |            |             |        |                |
| Roy Morgan Research (12/05/2013)     | 44%      | 32%       | 12%    | 5%        | 2%    | 1%    | 1,5%  | 0,5%       | 1,5%        | 0,5%   | [ 80 ]         |
| One News Colmar Brunton (22/05/2013) | 49%      | 33%       | 9%     | 4%        | 1%    | 1%    | 0%    | 1%         | 2%          | —      | [ 81 ]         |
| 3 News Reid Research (23/05/2013)    | 47,1%    | 33,1%     | 12%    | 2,2%      | 2,2%  | 0,5%  | 0,2%  | 0%         | 1,5%        | —      | [ 82 ]         |
| Fairfax Media Ipsos (23/05/2013)     | 49,1%    | 31,9%     | 11,2%  | 3,2%      | 1,6%  | 0,1%  | 0,1%  | 0,3%       | 1,6%        | —      | [ 83 ]         |
| Roy Morgan Research (26/05/2013)     | 41%      | 35%       | 12%    | 4,5%      | 2%    | 0,5%  | 0,5%  | 0,5%       | 2,5%        | 1,5%   | [ 84 ]         |
| Roy Morgan Research (20/06/2013)     | 44%      | 33%       | 11,5%  | 6%        | 2%    | 1%    | 0,5%  | 0%         | 2%          | 0%     | [ 85 ]         |
| Herald-DigiPoll (26/06/2013)         | 48,8%    | 30,9%     | 10,5%  | 5,1%      | 1,8%  | 0,5%  | 0,2%  | 0,3%       | 1,5%        | 0,4%   | [ 86 ]         |
| Roy Morgan Research (30/06/2013)     | 46,5%    | 31,5%     | 13%    | 3,5%      | 1,5%  | 0,5%  | 0%    | 0,5%       | 2%          | 1%     | [ 87 ]         |
| Roy Morgan Research (14/07/2013)     | 47%      | 31%       | 11,5%  | 4,5%      | 2%    | 1,5%  | 0,5%  | 0%         | 1,5%        | 0,5%   | [ 88 ]         |
| 3 News Reid Research (14/07/2013)    | 49,5%    | 31%       | 12%    | 3,9%      | 1,6%  | 0,2%  | 0,2%  | 0%         | 1,1%        | —      | [ 89 ]         |
| Roy Morgan Research (28/07/2013)     | 51%      | 29%       | 10%    | 4%        | 1,5%  | 1%    | 1%    | 0%         | 1,5%        | —      | —              |
| One News Colmar Brunton (31/07/2013) | 46%      | 33%       | 14%    | 3,3%      | 1,6%  | 0,2%  | 0,7%  | 0,2%       | 0,6%        | —      | [ 90 ]         |
| Roy Morgan Research (11/08/2013)     | 44%      | 34%       | 14%    | 3%        | 2%    | 0,5%  | 0,5%  | 0%         | 1%          | 1%     | [ 91 ]         |
| Fairfax Media Ipsos (15/08/2013)     | 48,3%    | 31,6%     | 12,3%  | 2,8%      | 1%    | 0,5%  | 0,2%  | 0%         | 1,4%        | 1,8%   | [ 92 ]         |
| Roy Morgan Research (25/08/2013)     | 44%      | 31,5%     | 14%    | 5,5%      | 2%    | 0,5%  | 0,5%  | 0,5%       | 1%          | 0,5%   | [ 93 ]         |
| Enquesta                             | Nacional | Laborista | Verd   | NZ Primer | Maori | Mana  | ACT   | Unit Futur | Conservador | Altres | Ref.           |
|                                      |          |           |        |           |       |       |       |            |             |        |                |
| Roy Morgan Research (08/09/2013)     | 41%      | 32,5%     | 15%    | 6,5%      | 1%    | 0,5%  | 1%    | 0,5%       | 1,5%        | 0,5%   | [ 94 ]         |
| One News Colmar Brunton (18/09/2013) | 47%      | 34%       | 12%    | 3,6%      | 1,3%  | 0%    | 0,2%  | 0,3%       | 0,8%        | —      | [ 95 ]         |
| Herald-Digipoll (23/09/2013)         | 43,7%    | 37,7%     | 11,3%  | 4,4%      | 0,8%  | 0,7%  | 0,1%  | 0%         | 1%          | 0,3%   | [ 96 ]         |
| Roy Morgan Research (29/09/2013)     | 42%      | 37%       | 11,5%  | 4,5%      | 1%    | 0,5%  | 0,5%  | 0,5%       | 2%          | 0,5%   | [ 97 ]         |
| Roy Morgan Research (13/10/2013)     | 41,5%    | 37%       | 12,5%  | 5%        | 1,5%  | 0,5%  | 0,5%  | 0%         | 0,5%        | 1%     | [ 98 ]         |
| Fairfax Media Ipsos (23/10/2013)     | 50,2%    | 33,6%     | 10,7%  | 2,3%      | 0,7%  | 0,7%  | 0,1%  | 0,1%       | 0,7%        | 0,9%   | [ 99 ]         |
| One News Colmar Brunton (23/10/2013) | 45%      | 34%       | 13%    | 3,9%      | 1,4$  | 0,3%  | 0,5%  | 0,1%       | 1,6%        | —      | [ 100 ]        |
| Roy Morgan Research (30/10/2013)     | 42%      | 35,5%     | 11%    | 4,5%      | 1,5%  | 0,5%  | 1%    | 0,5%       | 2,5%        | 1%     | [ 101 ]        |
| Enquesta                             | Nacional | Laborista | Verd   | NZ Primer | Maori | Mana  | ACT   | Unit Futur | Conservador | Altres | Ref.           |
|                                      |          |           |        |           |       |       |       |            |             |        |                |

## Resultats
| 77.90% | ' |

| 77.90% | ' |

## Conseqüències
El 3 d'octubre de 2014, Jamie Whyte va dimitir com a líder d'ACT Nova Zelanda en no haver aconseguir escó a les eleccions, i el va rellevar l'únic diputat del partit, David Seymour.